# فوکو سوزوکی
فوکو سوزوکی (انگلیسی: Fuku Suzuki؛ زادهٔ ۱۷ ژوئن ۲۰۰۴) بازیگر اهل ژاپن است. وی از سال ۲۰۰۶ میلادی تاکنون مشغول فعالیت بوده‌است.